# Piękna historia
Piękna historia (fr. La belle histoire) – francuski melodramat z 1992 roku w reżyserii Claude’a Leloucha. Zdjęcia kręcono m.in. w Nîmes, Rouen, Lisieux i Évreux.

## Główne role
- Gérard Lanvin – Jezus Chrystus/Jezus Cygan
- Béatrice Dalle – Odona
- Vincent Lindon – Simon Choulel
- Marie-Sophie L. – Marie
- Patrick Chesnais – Pierre Lhermitte